# 79-та окрема мотострілецька бригада (РФ)
79-та окрема гвардійська мотострілецька Інстербурзька двічі Червонопрапорна, ордена Суворова бригада (79 ОМСБр, в/ч 90151) — з'єднання Берегових військ ВМФ Російської Федерації. Пункт постійної дислокації — м. Гусєв Калінінградської області. Бригада входить до складу 11-го армійського корпусу Берегових військ Балтійського флоту Росії. 

## Історія

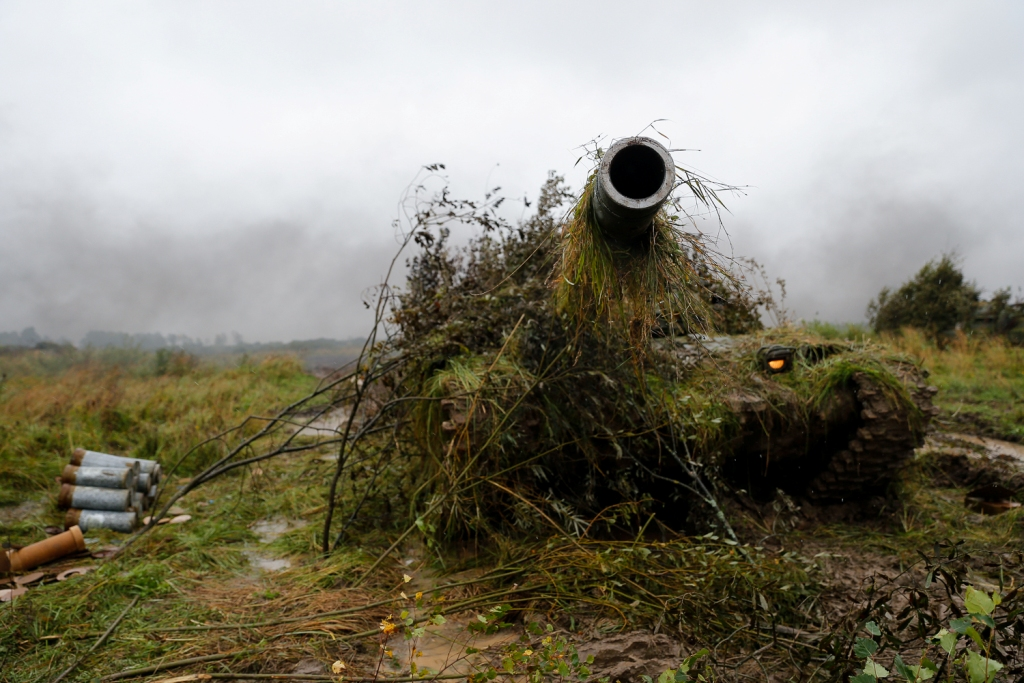
Бригада на навчаннях Спільного стратегічного навчання «Захід-2017». 2 жовтня 2017

79-та окрема мотострілецька бригада успадковує нагороди, бойову славу й почесні найменування 18-ї мотострілецької дивізії.
23 грудня 2011 року бригаді вручено Георгіївський прапор.
29 червня 2016 року 79-та окрема мотострілецька бригада увійшла до складу 11-го армійського корпусу, до складу якого увійшли підрозділи берегових військ Балтійського флоту у Калінінградській області, за винятком 336-ї окремої бригади морської піхоти, що залишилася в оперативному підпорядкуванні штабу флоту. Командиром корпусу було призначено генерал-майора Юрія Яровицького.
У грудні 2020 року бригада переформована на 18-ту гвардійську мотострілецьку дивізію.

## Склад
Дані Milkavkaz:
- управління;
- 1-й мотострілецький батальйон;
- 2-й мотострілецький батальйон;
- 3-й мотострілецький батальйон;
- Танковий батальйон;
- 1-й гаубичний самохідно-артилерійський дивізіон;
- 2-й гаубичний самохідно-артилерійський дивізіон;
- Реактивний артилерійський дивізіон;
- Протитанковий артилерійський дивізіон;
- Зенітний ракетно-артилерійський дивізіон;
- Розвідувальний батальйон;
- Інженерно-саперний батальйон;
- Батальйон управління (зв'язку);
- Ремонтно-відновлювальний батальйон;
- Батальйон матеріального забезпечення;
- Стрілецька рота (снайперів);
- Рота РХБЗ;
- Рота РЕБ;
- Комендантська рота;
- Медична рота;
- Батарея управління та артилерійської розвідки (начальника артилерії);
- Взвод управління і радіолокаційної розвідки (начальника ППО);
- Взвод управління (начальника розвідувального відділення);
- Взвод інструкторів;
- Взвод тренажерів;
- Полігон;
- Оркестр.

## Озброєння
Дані Milkavkaz:
- 40 од. Т-72Б
- 1 од. Т-72БК
- 159 од. МТ-ЛБ
- 18 од. БМ-21 «Град»
- 36 од. 152 мм сг 2С3 «Акация»
- 18 од. 120 мм мінометів 2С12 «Сани»
- 12 од. 100 мм гармат МТ-12 «Рапира»
- 12 од. самохідних ПТРК 9П149 «Штурм-С»
- 27 од. ПТРК 9К115 «Метис»
- 11 од. БТР-80
- 4 од. БРДМ-2
- 6 од. БМ 9А34(35) «Стрела-10»
- 6 од. ЗСУ 2С6М «Тунгуска»
- 27 од. ПЗРК 9К38 «Игла»